# Zuidlaren
Zuidlaren (Drents: Zuudlaoren, Gronings: Zuudloaren, klemtoon steeds op de tweede lettergreep) is een dorp in het noorden van de provincie Drenthe in Nederland. Zuidlaren was tot 1998 een zelfstandige gemeente, maar maakt sindsdien deel uit van de gemeente Tynaarlo.

## Geografie

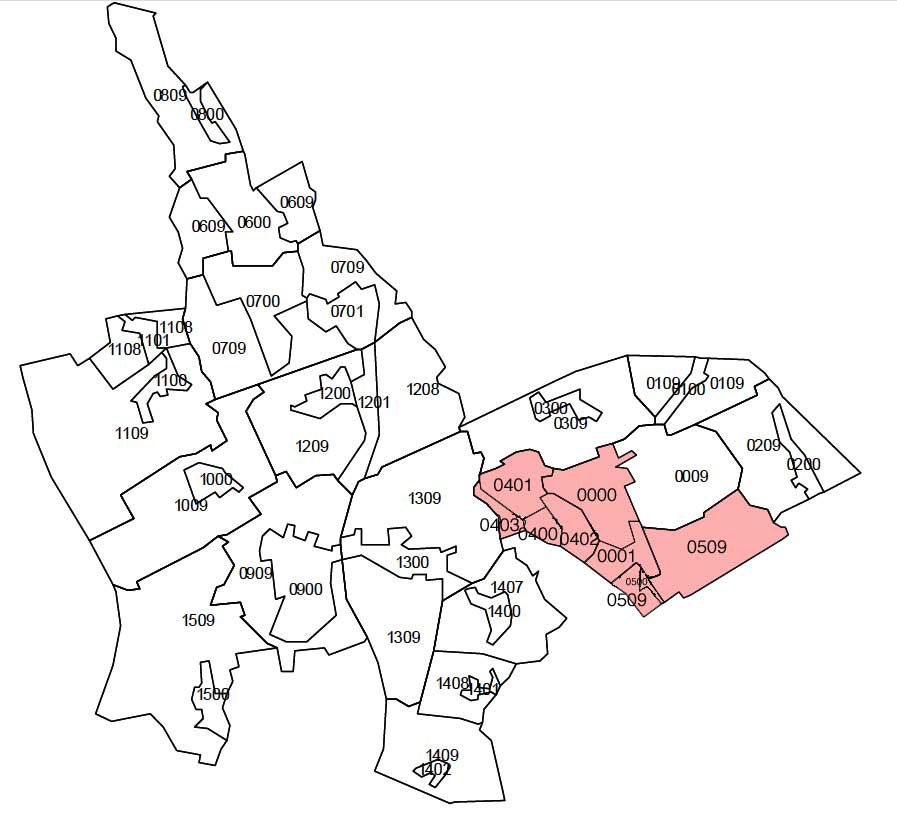
Wijkindeling gemeente Tynaarlo van het CBS, het gekleurde gedeelte heeft betrekking op Zuidlaren

### Ligging
Het dorp ligt op de Hondsrug, 16 kilometer ten zuidoosten van de stad Groningen en 14 kilometer ten noordoosten van Assen. Zuidlaren heeft zeven brinken en daarom wordt Zuidlaren vaak gezien als een groen dorp. Langs enkele van deze brinken loopt ook het Pieterpad.

### Wijken
Zuidlaren is verdeeld in diverse wijken waarvan Westlaren en Schuilingsoord vroeger aparte dorpen waren. Het CBS onderscheidt de volgende wijken (met daarbij de bijbehorende CBS-wijkcode)
- Schuilingsoord (0500 en verspreide huizen 0509)
- Westlaren (0400, Noord 0401, West 0403 en verspreide huizen 0402)
- Zuides (0001)
- Centrum (0000)

### Bevolking
Zuidlaren telde in 2023 10.090 inwoners en is daarmee het op een na grootste dorp van de gemeente Tynaarlo (na Eelde-Paterswolde).

### Religie
Zuidlaren beschikt over vijf christelijke kerken: De PKN Dorpskerk, De Ontmoeting CGK, PKN Laarkerk, GKv Kandelaarkerk en de Maria-ten-Hemel-Opneming kerk (RK). Daarnaast is er sinds 1884 een synagoge die nog steeds als zodanig in gebruik is.

## Cultuur
Twee delen van Zuidlaren zijn een beschermd dorpsgezicht: Zuidlaren rondom de Brink en Dennenoord. Verder zijn er in het dorp verschillende rijksmonumenten.

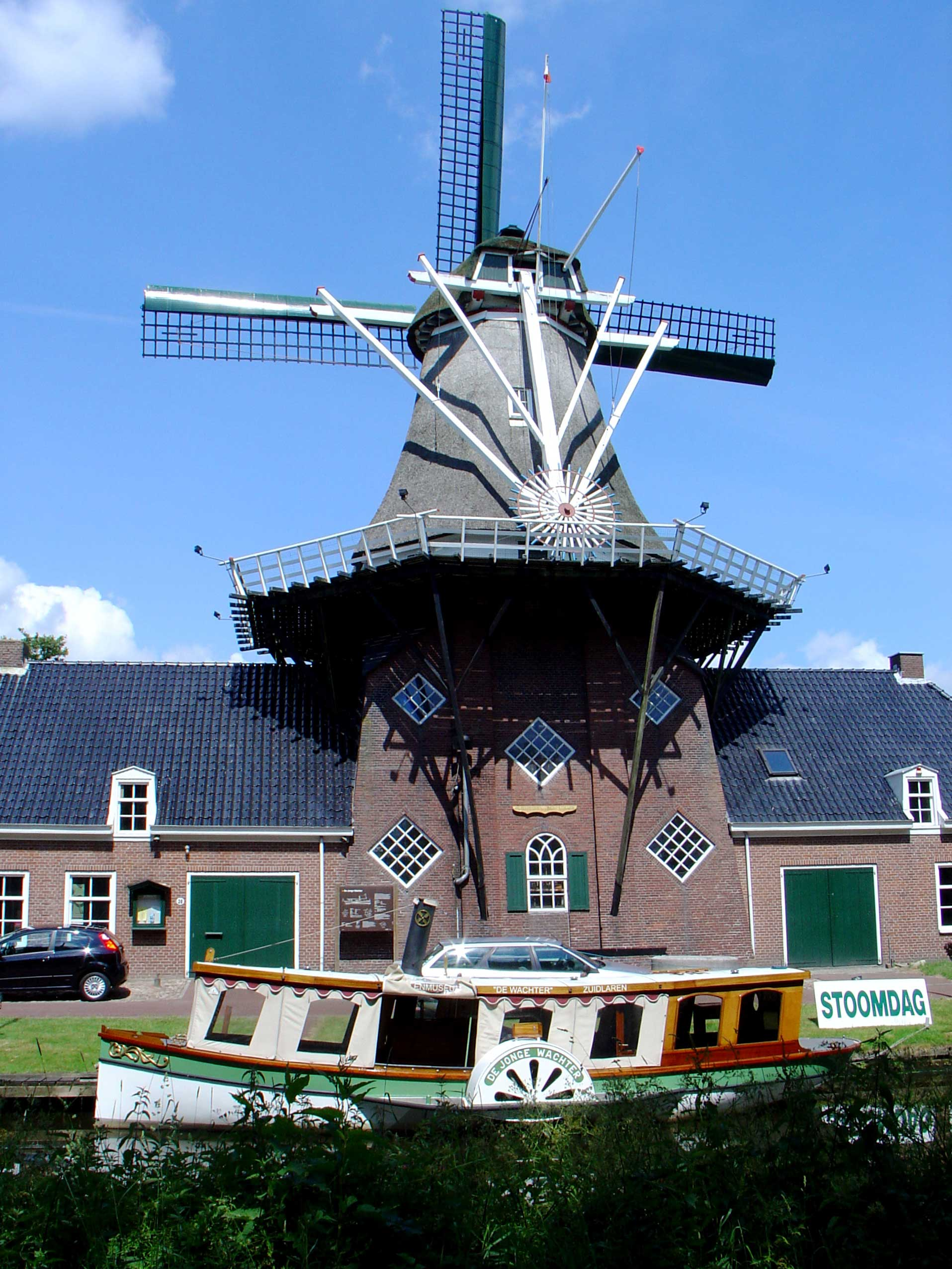
Molenmuseum De Wachter.

### Bezienswaardigheden
Ten oosten van het dorp, aan de vaart naar het Zuidlaardermeer staat de museummolen De Wachter. Het is een windmolen waar granen en specerijen worden gemalen, met een mogelijkheid om terug te vallen op stoommachines voor het geval er onvoldoende wind is.

### Recreatie
Aan de Groningerstraat, eveneens aan de oostkant van het dorp, is Attractiepark Sprookjeshof te vinden. Het park is vooral gericht op jongere kinderen. Ook beschikt het dorp over een subtropisch binnenzwembad, genaamd Aqualaren. Noordoostelijk van het dorp ligt het 660 hectare grote Zuidlaardermeer met vele watersportmogelijkheden en horecavoorzieningen.

### Beelden
Belangrijke beelden in Zuidlaren zijn Berend Botje en het Zuidlaardermarkt Monument. Het beeld Berend Botje verwijst naar het gelijknamige kinderliedje. Het Zuidlaardermarkt Monument is een beeldengroep ter ere van de 800e Zuidlaardermarkt.
Een ander beeld staat bekend onder de naam 'Vriendschap Vereeuwigd'. Het beeld staat aan de Brink O.Z. (Oost-Zijde) rechts tegenover de hoofdingang van de Prins Bernhardhoeve. Het beeld refereert aan de brand die een groot deel van de Prins Bernhardhoeve in 1986 heeft vernietigd. De naam van het beeld is bedacht door R.C. Zuidlaren-Anloo, de lokale Rotary club. Dit omdat de bekostiging van het beeld is gedaan door een bevriende Rotary club in Achim, Duitsland. Het beeld heeft geen titel. Het is gemaakt door Joop de Blaauw, Johannes van Laer en Ko Vester. Het samenwerkingsverband van deze drie kunstenaars is ontstaan tijdens een tentoonstelling te Hooghalen waar het beeld gemaakt is. De opbrengst van het beeld is ten goede gekomen aan een actie van Freek de Jonge.

### Evenementen
In Zuidlaren wordt jaarlijks op de derde dinsdag in oktober de Zuidlaardermarkt gehouden. Dit is van oorsprong een paardenmarkt. De tegenhanger, de jaarlijkse Rodermarkt is op de 4e dinsdag van september in Roden, van oorsprong een koeienmarkt. De markt staat bekend als Europa's grootste paardennajaarsmarkt en wordt jaarlijks door rond de 150.000 mensen bezocht. Naast de verkoop van paarden is er ook een goederenmarkt en is er de hele week kermis in het dorp. In juni wordt jaarlijks swing-in-Zuidlaardermeer georganiseerd. Hierbij zijn er verschillende feesten in de paviljoenen rond het Zuidlaardermeer. Met taxi-boten kan men van de ene naar de andere plek. Het Noordelijk Internationaal Concours hippique werd tot 2009 in de Prins Bernhardhoeve gehouden. Tijdens de zomervakantie wordt er voor kinderen in de leeftijd van 7 tot en met 12 het Kinderdorp Zuidlaren georganiseerd, waarbij de kinderen zelf hutten timmeren en er spelactiviteiten gehouden worden.

## Sport
Zuidlaren telt meerdere sportverenigingen, zoals de voetbalvereniging FC Zuidlaren, de basketbalclub Zuidlaren Trojans, de tennisvereniging Zuidlaren T.C., hockeyclub De Hondsrug, badmintonvereniging BC Toledo, de fietstourclub de Dobberieders, Ritola Zwemmen & Waterpolo, Ritola Volleybal en Ritola Korfbal. In 2007 en 2008 organiseerde Zuidlaren de Internationale wielerzesdaagse van het Noorden. De grootste en belangrijkste sporthal van het dorp is "De Zwet" in de Zuides.

## Onderwijs
Zuidlaren heeft zeven basisscholen. Het basisonderwijs wordt verzorgd door de Schuthoek en Jonglaren in het centrum, De Tol en Schuilingsoord in Zuides en de Lichtkring, de Zuidwester en het Stroomdal in Westlaren. Er is geen middelbaar onderwijs meer in Zuidlaren.

## Verkeer en vervoer
Zuidlaren is te bereiken via verschillende buslijnen. De drukste en belangrijkste lijn is Q-link lijn 5 richting Groningen en Scharmer. Daarnaast rijdt streeklijn 51 naar Groningen en Assen via Zuidlaren en stopt Qliner 300 naar Groningen en Emmen ook nabij het dorp (bij Westlaren).

## Geboren in Zuidlaren
- Lodewijk van Heiden (1773-1850), zeeheld
- Jan Diederik Pruissen (1833-1908), burgemeester van Eenrum
- Roelof Koops (1909-2008), schaatser en deelnemer aan de Olympische Winterspelen van 1936
- Jan Welmers (1937-2022), componist en organist

## Overleden
- Jan Schipper (1947-1985), voetballer